# Rio Gruiu Ursului
O Rio Gruiu Ursului é um rio da Romênia, afluente do Cârligate, localizado no distrito de Bihor.